# Рождённый убивать (песня)
«Рождённый убива́ть» — третий сингл российской рок-группы «Северный Флот» с дебютного альбома «Всё внутри». Выпущена в качестве интернет-сингла 28 июля 2014 года. Композиция была впервые исполнена 24 мая 2014 года на первом концерте группы «Северный Флот», состоявшемся в рамках фестиваля Next Generation в Нижнем Новгороде.

## История создания
Первая попытка записи композиции была предпринята в конце марта 2014 года. Тогда на студии Андрея Самсонова группа записывала 3 композиции: «Вперёд и вверх», «Рождённый убивать» и «Старый крысолов» (названия стали известны позднее), которые предполагалось выпустить уже в апреле. Александр Леонтьев тогда же выложил видеоролик с фрагментом записи басовой партии для песни «Рождённый убивать». Однако сначала была выпущена только песня «Вперёд и вверх» и видео на неё. Как оказалось позднее, со своевременным выпуском других композиций возникли проблемы, так как звукорежиссёр Андрей Самсонов не справлялся со сведением тяжёлых гитар. Впоследствии песня была перезаписана. Партии гитар Александр Леонтьев заново записал за 20 минут дома у гитариста группы «Тараканы!» Николая Стравинского в Москве 31 мая 2014 года. Затем запись была отправлена в Санкт-Петербург, где над ней был произведён реампинг. Запись голоса проводилась без применения эффектов, как это может показаться: Александр Леонтьев спел вокальную партию 2 раза с интервалом в октаву, затем эти партии были наложены друг на друга. Сведением композиции занимался Леонид Шипелик. По словам участников группы, на эксперименты в поиске нужного звучания они потратили много времени и сил, и в итоге остались довольны результатом.
Композиция была впервые исполнена 24 мая 2014 года на первом концерте группы «Северный Флот», состоявшемся в рамках фестиваля Next Generation в Нижнем Новгороде. За несколько дней до этого Александр Леонтьев опубликовал в Твиттере названия новых песен «Рождённый убивать» и «Старый крысолов», отметив при этом: «очень зловеще выглядит, но песни милые и добрые». Студийная версия песни была выпущена 28 июля. В этот день композиция «Рождённый убивать» была опубликована на интернет-ресурсах группы «Северный Флот», на сервисе ITunes и других. С 1 августа песня доступна на Google Play

## Достижения
За первые сутки после публикации песня достигла 6-го места в топ-чарте iTunes в жанре «Рок» и впоследствии поднималась до 5-го места. В Google Play песня достигла 2-го места в жанре «Рок».

## Участники записи
- Александр Леонтьев — вокал, гитара, автор музыки и текста
- Яков Цвиркунов — гитара
- Александр Куликов — бас-гитара
- Павел Сажинов — клавишные
- Александр Щиголев — ударные

Сведение и мастеринг — Леонид Шипелик.